# Anobothrus trilobatus
Anobothrus trilobatus är en ringmaskart som beskrevs av Hartman 1969. Anobothrus trilobatus ingår i släktet Anobothrus och familjen Ampharetidae. Inga underarter finns listade i Catalogue of Life.